# اندیس باغو ۱ سیمکان
باغو ۱ سیمکان یک اندیس غیرفلزی است که در حوالی شهر سعادت آباد استان فارس قرار دارد و مادهٔ معدنی موجود در آن، باریت است.سنگ میزبان این اندیس آهک مارنی و شیل است  